# Tribute to the Gods
Tribute to the Gods è un album di cover della metal band statunitense Iced Earth, pubblicato nel 2002.

## Tracce
1. Creatures of the Night (Kiss) – 4:01
2. The Number of the Beast (Iron Maiden) – 4:33
3. Highway to Hell (AC/DC) – 3:23
4. Burnin' for You (Blue Öyster Cult) – 4:26
5. God of Thunder (Kiss) – 3:56
6. Screaming for Vengeance (Judas Priest) – 4:37
7. Dead Babies (Alice Cooper) – 5:40
8. Cities on Flames (Blue Öyster Cult) – 3:59
9. It's a Long Way to the Top (If You Wanna Rock 'n' Roll) (AC/DC) – 4:42
10. Black Sabbath (Black Sabbath) – 5:30
11. Hallowed Be Thy Name (Iron Maiden) – 7:08

## Formazione
- Matt Barlow − voce
- Jon Schaffer − chitarra ritmica, voce in God of Thunder
- Larry Tarnowski − chitarra
- James MacDonough − basso
- Richard Christy − batteria